# Мохеган-пекот
Мохе́ган-пеко́т (Mohegan-Pequot, Mohegan-Pequot-Montauk) — мертвый язык индейских племен мохеган и пекот, которые проживали на территории штатов Нью-Йорк и Коннектикут. Язык принадлежит к восточной ветви алгонкинской подсемьи. В настоящее время потомками принимаются усилия по восстановлению языка.

## Генеалогическая и ареальная информация
Язык мохеган-пекот относится к группе языков юга Новой Англии восточной ветви алгонкинской подсемьи. На языке говорило несколько индейских племен: мохеганы, пекоты, монтауки, ниантики, шиннекоки. Племена проживали на территории к востоку от реки Гудзон (штат Нью-Йорк) до реки Темза (штат Коннектикут). Каждое племя говорило на собственном диалекте языка. Предполагается, что диалекты можно разделить на две группы, которые различались системами числительных.
Восстановление языка происходит на базе диалекта племени мохеган, так как он один был задокументирован.
Племена и языки мохеган и магикан часто путают. Виной этому ошибки в произношении европейских переселенцев. «Mahican» происходит от Muheconneok «Народ реки». В то время, как название «mohegan» происходит от слова Mahiingan «волк».

## Социолингвистическая информация
Язык является вымершим. Последним носителем была Фиделия Хоскотт Филдинг (1827—1908). Она разговаривала на языке со своей бабушкой Мартой Ункас. После себя оставила четыре дневника, которые сейчас используются для реконструкции языка мохеган и родственных.
Работа по восстановлению языка ведётся Стефанией Филдинг, потомком Фиделии Филдинг. В 2006 году опубликовала «Словарь современного языка мохеган». С 2012 года работает программа по распространению языка, включающая его преподавание в школах резервации, а также возможность онлайн-обучения через сайт. Также на язык переводятся тексты молитв и песен на традиционных церемониях племени мохеган.
Мохеган не имел письменности. Сейчас для записи языка используется латиница. По некоторым данным, в семнадцатом веке численность носителей была максимальна: около 6 тысяч человек.

## Типологическая характеристика

### Тип выражения грамматических значений
Мохеган — язык полисинтетического типа. Грамматические значения выражаются связанными морфемами.
| ka-kitusu-w         |
| всегда-читать-3Sg.F |
| Она всегда читает.  |

| nám piwáhc-uk upihsháw                     |
| видеть.3Sg (быть маленьким)-Conj.Sg цветок |
| Он видит, что цветок маленький.            |

### Характер границы между морфемами
Язык агглютинативный. В языке мохеган есть префиксы, суффиксы, а также циркумфиксы, которые представляются собой различные комбинации префиксов и суффиксов.
| Nu-wiki-moh-ômun-ônak             |
| 1Sg-любить-(есть его)-3Sg(Acc)-Pl |
| Мы (но не ты) любим есть их.      |

Префикс nu- имеет значение 1 лицо единственное число, суффикс -ônak- показатель множественности, циркумфикс [nu- … -ônak] имеет значение 1 лицо множественное эксклюзивное.

### Тип маркирования

#### Маркирование в именной группе
Маркирование в именной группе вершинное. Грамматические показатели, отражающие синтаксические отношения, присоединяются к вершине ИГ.
| Aposuwin wu-sihs-ah     |
| Повар дядя-его(циркум.) |
| Дядя повара             |

#### Маркирование в предикации
Маркирование в предикации вершинное. В глаголе маркируется лицо субъекта, а также лицо объекта действия, если объект выражен местоимением.
| Kutomáwin niht-ôw kutomáwôk |
| Певец разучивать-3Sg песня  |
| Певец разучивает песню.     |

| Pumshá-wak          |
| путешествовать-3Pl  |
| Они путешествовали. |

| Ku-mic-unash |
| 2Sg-есть-3Pl |
| Ты ешь их.   |

### Тип ролевой кодировки
Стратегия кодирования — нейтральная.
| Двухместная предикация              | Двухместная предикация       | Активная предикация   | Неактивная предикация        |
| Объект — одуш. сущ.                 | Объект — неодуш. сущ.        | Активная предикация   | Неактивная предикация        |
| ----------------------------------- | ---------------------------- | --------------------- | ---------------------------- |
| Winay takam skok-ah                 | Kutomáwin niht-ôw kutomáwôk. | Muks mitsu-w kipi.    | N-ihsums kawi.               |
| (Пожилая женщина) бить.3Sg змея-Obv | Певец разучивать-3Sg песня   | Волк есть-3Sg быстро. | Мой-(младший брат) спать.3Sg |
| Пожилая женщина бьет змею.          | Певец разучивает песню.      | Волк быстро ест.      | Мой младший брат спит.       |

### Базовый порядок слов
Базовый порядок слов — SVO.
| Akômak pát-ow manotá.        |
| Акомак приносить-3Sg корзина |
| Акомак приносит корзину.     |

## Фонология

### Гласные звуки
|         | Передние | Средние | Задние |
| ------- | -------- | ------- | ------ |
| Верхние | iː       |         | uː     |
| Средние |          |         | ɔː ʌ   |
| Нижние  |          | ɑː      | ɒ      |

### Дифтонги
| Графическая запись | Дифтонг |
| ------------------ | ------- |
| ay áy uy           | ɑɪ      |
| aw áw              | aʊ      |
| uw                 | əʊ      |

### Согласные звуки
|              | Губно-губные | Переднеязычные | Среднеязычные | Палатльные | Заднеязычные | Глоттальные |
| ------------ | ------------ | -------------- | ------------- | ---------- | ------------ | ----------- |
| Взрывные     | p            | t              |               |            | k            |             |
| Носовые      | m            | n              |               |            |              |             |
| Щелевые      |              | s              | ʃ dʒ          |            |              | h           |
| Аффрикаты    |              |                | tʃ            |            |              |             |
| Апроксиманты |              |                | w             | j          |              |             |

## Морфология

### Личные местоимения
Личные местоимения всегда инкорпорированы в глагольную словоформу, но могут также отдельно присутствовать в предложении. Местоимение 3-го лица не дифференцировано по роду. В языке мохеган два множественных числа 1-го лица: эксклюзивное и инклюзивное.
| 1Sg       | ni      |
| 2Sg       | ki      |
| 3Sg       | nákum   |
| 1Pl(excl) | niyawun |
| 1Pl(incl) | kiyawun |
| 2Pl       | kiyaw   |
| 3Pl       | nákumôw |

### Существительные
Существительные делятся на два класса: одушевленные и неодушевленные. Класс одушевленных существительных включает в себя слова, обозначающие лиц, животных, небесные тела, души, а также ёмкости для жидкостей.
Многие глаголы имеют по форме для каждого из классов.
Kahôk piyô. Приходит гусь.
Mushoy piyômu-w. Приплывает (приходит) лодка.

#### Показатели, присоединяющиеся к одушевленным существительным
| Показатель | Значение                                                                    | Различается число |
| ---------- | --------------------------------------------------------------------------- | ----------------- |
| Обвиатив   | Маркирует прагматически наименее выделенного участника, а также поссессора. | Нет               |
| Локатив    | Обозначает место.                                                           | Нет               |
| Абсентатив | Маркирует участника, который умер, его вещи, наследство.                    | Да                |

#### Показатели, присоединяющиеся к неодушевленным существительным
| Показатель | Значение          | Различается число |
| ---------- | ----------------- | ----------------- |
| Локатив    | Обозначает место. | Нет               |

#### Зависимые и Независимые
Зависимые существительные обязательно должны иметь поссессора. Например, слово -ik «дом» отдельно не употребляется: оно должно иметь префикс со значением притяжательного местоимения.

### Глаголы
Глаголы могут иметь несколько основ в зависимости от одушевленности актантов и переходности. При этом если глагол непереходный, категория одушевленности ориентирована на Агенса, а если глагол переходный, категория одушевленности ориентированна на Пациенса.
| «Есть»           | Переходный | Непереходный |
| Одушевленность   | -moh-      | -mitsu-      |
| Неодушевленность | -micu-     | -            |